# Bernard Raveau
Bernard Raveau, né le 20 juillet 1940 à Bonnétable, est un chercheur français en science des matériaux, professeur émérite de l'université de Caen Normandie, membre de l'Académie des sciences.

## Biographie
Il a dirigé le CRISMAT, laboratoire mixte École nationale supérieure d'ingénieurs de Caen (ENSICAEN) de l'université de Caen et du CNRS.
Il a travaillé sur les cuprates, dans le but d'en faire des électrodes de condensateurs résistantes à l'oxydation due au frittage, sans métaux nobles. Karl Alexander Müller et Johannes Georg Bednorz ont montré que certains de ces composés sont supraconducteurs, démarrant l'ère des supraconducteurs à haute température critique. Ils obtiennent le prix Nobel de physique en 1987, après avoir réutilisé un « sandwich » de feuillets d'oxydes de cuivre conçu par Bernard Raveau et son laboratoire caennais.

## Travaux scientifiques
Bernard Raveau est un spécialiste de la cristallochimie des oxydes de métaux de transition. Il a consacré une grande partie de ses recherches à la chimie du solide et à la science des matériaux.
Bernard Raveau a découvert de nouvelles structures à tunnels et a explicité des phénomènes de non stoechiométrie.
Il s'est ensuite centré sur la découverte de structures originales possédant de nouvelles propriétés physiques ou chimiques, Bernard Raveau a découvert de nouvelles séries de cuprates à structure en couches à base de bismuth ou thallium, ou mercure associés à un cation alcalino-terreux, qui sont de nouveaux matériaux supraconducteurs à haute température critique.
Bernard Raveau a montré l'effet de magnétorésistance colossale (CMR) dans les manganites isolants, dans les manganites à cation A de petite taille dopés n, et a découvert l'effet CMR induit par dopage des sites manganèse par différents cations tels que cobalt, nickel, chrome, strontium, ruthenium. Ces travaux pourraient avoir des développements dans les procédés de stockage de l'information. Enfin, Bernard Raveau a identifié des cobaltites à structure désaccordée (misfits) dont les propriétés thermoélectriques remarquables sont très étudiées pour la conversion d'énergie à haute température.

## Distinctions
En 1987, il reçoit le Grand prix Pierre-Süe de la Société chimique de France.
Il a été décoré Chevalier de la Légion d'honneur en 2001.
Le titre de Fellow of the Royal Society of Chemistry lui a été décerné le 25 mars 2009 pour ses travaux en sciences des matériaux.

## Œuvres
- (en) Bernard Raveau, Claude Michel, Maryvonne Hervieu et Daniel Groult, Crystal Chemistry of High-Tc Superconducting Copper Oxides, Springer Verlag, 1991, 331 p. (ISBN 978-3-540-51545-6)
- (en) Chintamani N.R. Rao et Bernard Raveau, Transition Metal Oxides : Structure, Properties, and Synthesis of Ceramic Oxides, John Wiley & Sons, 1995, 392 p. (ISBN 978-0-471-18971-8)